# Hebefustis dispar
Hebefustis dispar är en kräftdjursart som beskrevs av Joseph F. Siebenaller och Robert Raymond Hessler 1977. Hebefustis dispar ingår i släktet Hebefustis och familjen Nannoniscidae. Inga underarter finns listade i Catalogue of Life.